# Waghaszen
Waghaszen – wieś w Armenii, w prowincji Gegharkunik. W 2011 roku liczyła 4267 mieszkańców.